# أنوش مسعود تشودري
أنوش مسعود تشودري (بالأردوية: انوش مسعوِد چوہدری)‏ هي ضابطة شرطة باكستانية وهي نائبة مدير الإدارة لشرطة النخبة في البنجاب، باكستان منذ 26 سبتمبر 2019. وقد أختيرت كأفضل مكافحة للجريمة في لاهور لعام 2018. كما أصبحت أول امرأة مساعدة مشرف للشرطة (ASP) في مقاطعة خيبر بختونخوا في باكستان في 11 ديسمبر 2014.

## تعليمها
أكملت بكالوريوس الطب والجراحة من كلية فاطمة جناح الطبية، وحصلت على الميدالية الذهبية في الطب. ثم دربت في أكاديمية الخدمة المدنية التابع لبرنامج التدريب المشترك الأربعون وأيضًا في (أكاديمية الشرطة الوطنية الباكستانية في إسلام أباد) للتدريب المتخصص.

## عملها في الطب
بدأت أنوش حياتها المهنية في الطب، وفازت بالميدالية الذهبية في الطب قبل بداية مسيرتها المهنية في مجال إنفاذ القانون. وفي عام 2008، كانت أصغر حاضرين في مؤتمر سارك الدولي للأمراض الجلدية.

## عملها في الشرطة
في بداية عملها في القطاع الشرطي، انضمت إلى شرطة البنجاب في لاهور وذلك بصفتها مساعد مقدم خدمات، لكنها انتقلت فيما بعد إلى أبوت آباد في 11 ديسمبر 2014، واحتفظت برتبتها في شرطة خيبر باختونخوا. وفي هذا المنصب، أصبحت أول امرأة تعمل في الخدمة الاجتماعية في إقليم خيبر بختونخوا. بعد ذلك نقلت مرة أخرى إلى شرطة البنجاب حيث عملت كمراقب للشرطة في فرع التحقيق في قصور.
في 20 أكتوبر 2018، أفرسلت إلى لاهور كمساعد إضافي لقسم التحقيق في موديل تاون. في عام 2018 نالت شرف كونها أفضل مقاتلة إجرامية لمدينة لاهور. تحت قيادتها، نجح مركز الشرطة في تسجيل 74% من التحديات بنجاح في عام 2018. وكانت ضمن برنامج التدريب المشترك الأربعين لخدمة الشرطة الباكستانية.
في أحد مقاييس الأداء التي تم تقييمها من قِبل مقر تحقيقات لاهور للأشهر القليلة الأولى من عام 2019،وقد تم إختيارها كأبرز ضابطة في جناح التحقيق من بين جميع مقدمي الخدمات الذين يخدمون الأقسام الستة في لاهور.
في 1 مايو 2019، عُينت في منصب SP في مقر شرطة البنجاب في لاهور.
في 26 سبتمبر 2019، عٌينت في منصب نائبة مدير إدارة شرطة النخبة في البنجاب في لاهور من قبل عارف نواز خان المفتش العام لشرطة البنجاب ،.
في 08 ديسمبر 2020، نُقلت إلى قسم التأسيس من قبل الدكتورة إنعام غاني.

## عائلة
زوجها من أبوت آباد ولديها ابنة.